# 3161 Beadell
3161 Beadell è un asteroide della fascia principale del diametro medio di circa 12,52 km. Scoperto nel 1980, presenta un'orbita caratterizzata da un semiasse maggiore pari a 2,5719822 UA e da un'eccentricità di 0,1709469, inclinata di 14,92412° rispetto all'eclittica.
L'asteroide è dedicato all'esploratore dell'outback australiano Len Beadell.